# Pusey
Pusey é uma comuna francesa na região administrativa de Borgonha-Franco-Condado, no departamento de Alto Sona. Estende-se por uma área de 8,18 km², com 1 106 habitantes, segundo os censos de 1999, com uma densidade de 135 hab/km².